# Фернандо Рапалліні
Фернандо Андрес Рапалліні (ісп. Fernando Andrés Rapallini, 28 квітня 1978, Ла-Плата) — аргентинський футбольний арбітр. Арбітр ФІФА з 2014 року.

## Кар'єра
Рапалліні розпочав свою суддівську кар'єру в 2001 році.
З 2011 року став судити матч аргентинської Прімери, найвищого дивізіону країни. В країні судив у тому числі й вирішальні ігри, зокрема фінал Кубка Аргентини у 2017 році, Суперкубок Аргентини 2013 і 2018 року та єдиний розіграш Трофею чемпіонів аргентинської Суперліги, що пройшов у 2019 році.
У 2014 році Рапалліні отримав статус арбітра ФІФА і здобув право судити міжнародні матчі. Він дебютував на міжнародному рівні в березні 2015 року в грі юнацького чемпіонату Південної Америки U-17 між Парагваєм і Бразилією. А в червні того ж року вперше судив матчі національних збірний, відпрацювавши в товариській грі між Чилі та Сальвадором (1:0), в якій показав дві жовті картки. Згодом працював на юнацькому чемпіонаті Південної Америки 2017 року та молодіжному чемпіонаті Південної Америки 2019 року у Чилі
У 2019 році Рапалліні вперше був призначений одним з арбітрів молодіжного чемпіонату світу до 20 років у Польщі, відсудивши там два матчі групового етапу і показавши в грі Франція-Саудівська Аравія (2:0) червону картку вже на 12 хвилині гри, а в другій грі, Нігерія-Україна (1:1), призначив пенальті у ворота української команди. А вже наступного місяця Рапалліні був одним з арбітрів Кубка Америки 2019 року у Бразилії, відсудивши одну гру на груповому етапі Перу-Бразилія (0:5).
Рапалліні також регулярно судив на південноамериканських клубних змаганнях, таких як Південноамериканський кубок та Кубок Лібертадорес. У лютому 2020 року йому було доручено судити другий матч Рекопи Південної Америки Судамерікана між «Фламенго» та «Індепендьєнте дель Валле», в якій показав дві червоних картки, по одній кожній з команд. Він також працював одним із відеоасистентів у фіналі Копа Лібертадорес 2020 року між бразильськими клубами «Палмейрас» і «Сантос».
Наступного року став одним з 19 головних арбітрів чемпіонату чемпіонату Європи 2021 року в рамках угоди про співпрацю між КОНМЕБОЛом та УЄФА, за якою південноамериканський арбітр приєднається до європейської групи суддів, а іспанець Хесус Хіль Мансано відправився судити ігри Кубка Америки 2021 року в Бразилії. Рапалліні став лише першим піденноамериканцем і тільки другим неєвропейцем (після того єгиптянина Джамаля Аль-Гандуа на Євро-2000), який судив матчі чемпіонатів Європи з футболу. Аргентинський арбітр був призначений на матч групового етапу Україна — Північна Македонія.
У 2022 році обраний арбітром на ЧС 2022 у Катарі.